# Глиняни (плем'я)

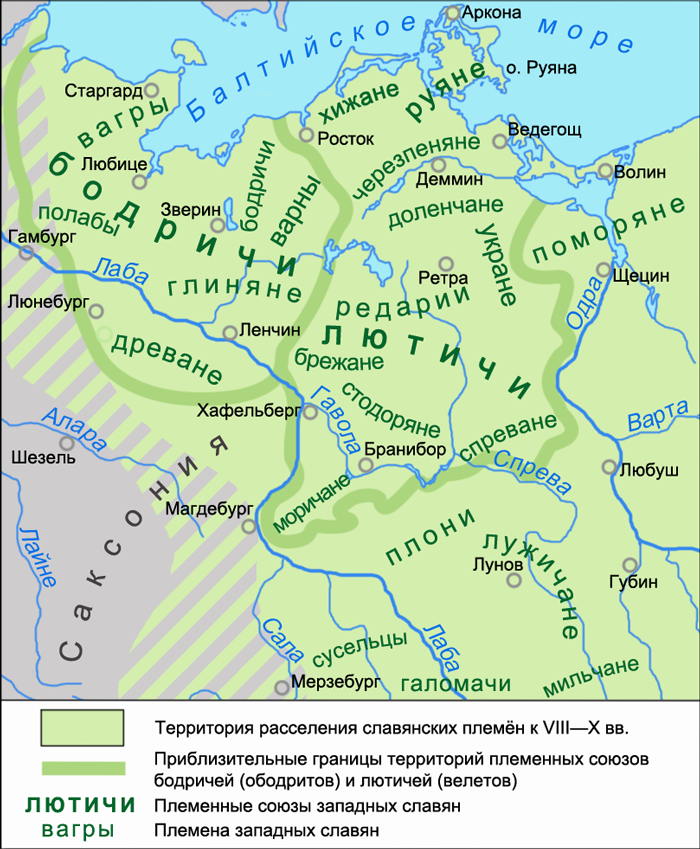
Плем'я глинян на карті

Глиняни (у різних мовах їх назва звучить по різному — Glinianie, Linonen, Linea, Linai) — середньовічне слов'янське плем'я, що жило на річці Ельдена (Eldeną), права притока Лаби (Ельби), (землі сучасного Бранденбургу). На півночі межували з варнами. Входили до Ободрицького союзу. Центральним містом і столицею було місто Лучин (Łuczyn) — сьогодні це місто Ленцен над річкою Локніц (Loknitz), біля Віттенберге (Wittenberge) в Німеччині. 

## Історія
Перша письмова згадка про плем'я глинян (Linonen) датується 808 роком. В 810 році вони були в союзі з лютичами. В 811 році король Карл Великий хотів захватити плем'я глинян. В 839 році глиняни увійшли в Ободрицький союз. В 929 році відбулась битва між саксами і слов'янами, що закінчилась поразкою останніх. В 983 році плем'я глинян повстало і вигнало саксів зі своїх земель.  В 1066 році в місті Лучин від рук бодрицьких повстанців загинув князь Готшалк з династії Наконидів.
Інше відоме місто глинян це Потлустім (Pothlustim, нині Путліц (Putlitz)). В 1110/1120-і роки син князя бодричів Генриха, Мистуй (Мстивой) на чолі 200 саксів и 300 слов'ян разбив військо глинян. В 1136 році плем'я глинян повністю розбив Альбрехт Ведмідь, хрестоносець. 
Глиняни згадуються Баварським географом у IX столітті. Давні слов'янські землі отримали назву «Prignitz», тепер адміністративна одиниця Німеччини.

## Мережеві посилання
- Про археологію м. Лучин